# Pitcairnia chiapensis
Pitcairnia chiapensis är en gräsväxtart som beskrevs av Faustino Miranda. Pitcairnia chiapensis ingår i släktet Pitcairnia och familjen Bromeliaceae. Inga underarter finns listade i Catalogue of Life.